# 松嶺鄧公祠

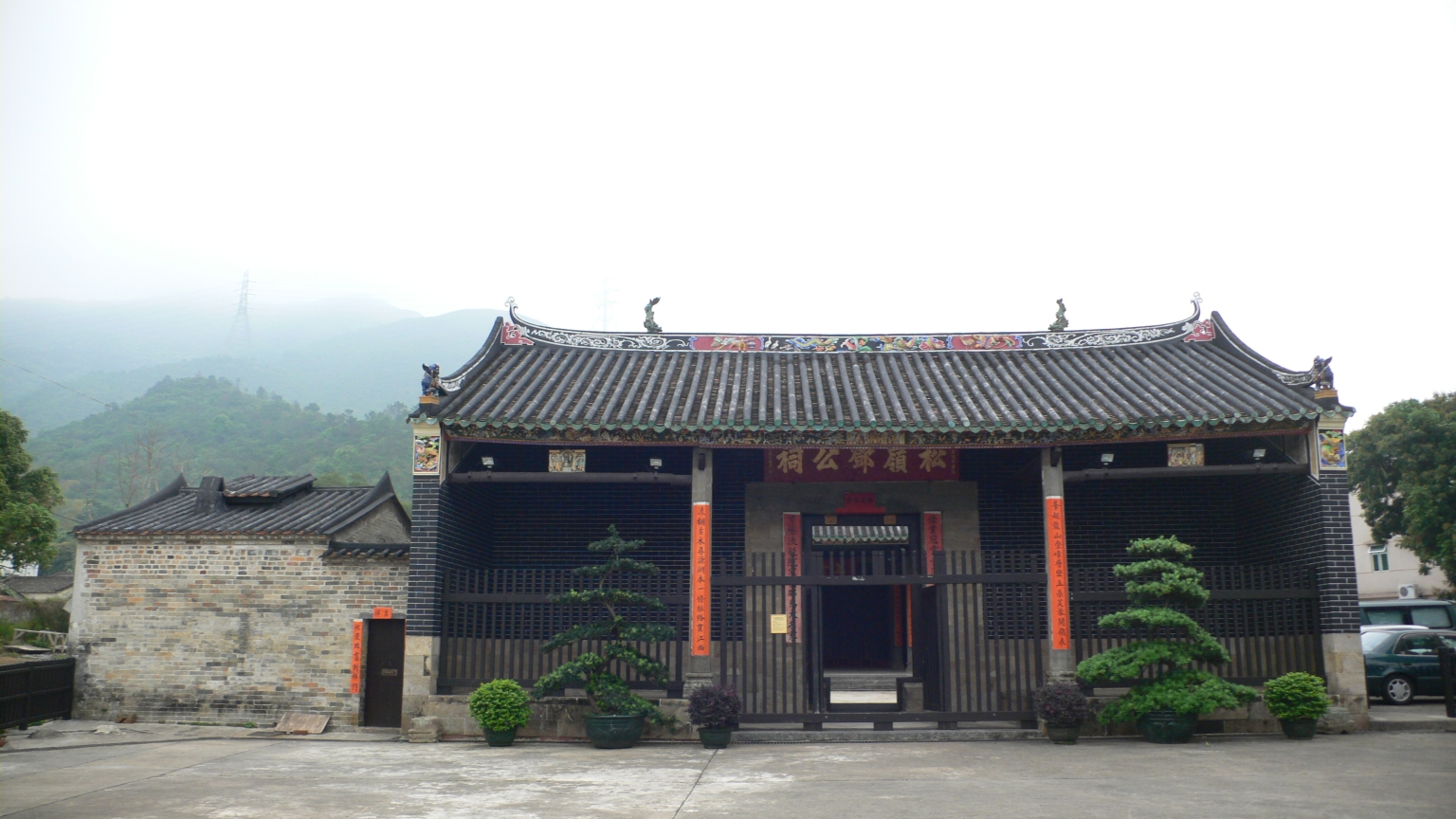
松嶺鄧公祠

松嶺鄧公祠位於香港新界粉嶺龍躍頭龍山西北面山麓，在老圍和祠堂村之間，是香港最重要及規模最宏大的祠堂之一。祠堂於40及50年代曾用作學校，於1997年11月7日被列為法定古蹟。

## 歷史
松嶺鄧公祠約於明嘉靖四年（1525年）為紀念開基祖鄧松嶺公（1302至1387年）而興建，是龍躍頭鄧族的宗祠。在每年元宵節（正月十五日），當年添丁的族人會在宗祠作點燈儀式。而二月初二則為祭祖日。

## 結構

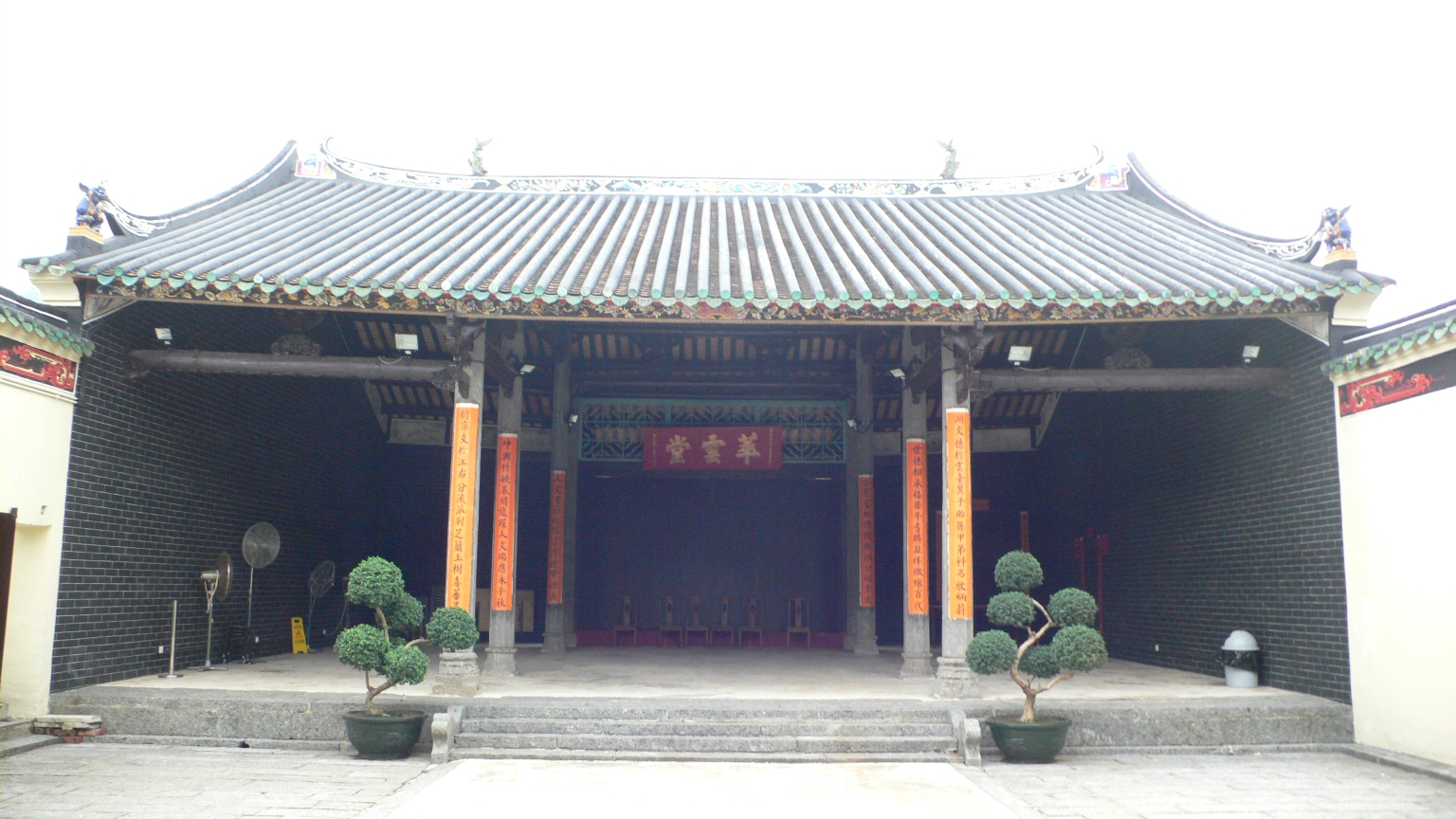
萃雲堂

松嶺鄧公祠為三進二院式建築物，門廳前的對聯為「峰起龍山　叠嶂層巒　五朵芙蓉開嶺表　流翻吉水　尋源溯本　一條脈絡貫江西」；「偉業冠雲臺　漢室將軍綿世胄　芳聲流稅院　宋朝郡馬大名家」，字裡行間隱藏香港新界鄧氏家族的淵源。中廳名為「萃雲堂」，是族人議事的地方，檔中設在中廳後部，與正廳分隔。正廳分為三殿，當中奉祀歷代先祖，包括初祖鄧元亮）、二世祖鄧惟汲（鄧自明）和皇姑及其後廿二世祖，皇姑的神主牌形制與其他不同：龍頭木雕表示她是宋朝皇室的人。左殿為配賢祖先神位（有功名或有貢獻的祖先），而右殿則為配享鄉賢。宗祠內外均飾有以吉祥圖案為題材的精緻木刻雕飾、彩塑、陶塑及壁畫。

## 維修
松嶺鄧公祠曾數度修建，現時所見應為民國10年（1921年）重修後的規模。祠堂全面維修工程於1991年展開，工程獲得香港賽馬會及政府撥款資助，在古物古蹟辦事處及建築署古蹟復修組監督下，於1992年中才完成。

## 交通
專線小巴  
54K粉嶺火車站 - 龍躍頭（循環線）
56K  粉嶺火車站（經小坑村及新圍）- 鹿頸  

## 外部連結
- 古物古蹟辦事處：松嶺鄧公祠 （页面存档备份，存于）